# Jarosław Krajewski
Jarosław Karol Krajewski (ur. 9 marca 1983 w Warszawie) – polski polityk, politolog i samorządowiec, poseł na Sejm VIII, IX i X kadencji.

## Życiorys
Absolwent politologii na Wydziale Dziennikarstwa i Nauk Politycznych Uniwersytetu Warszawskiego (2008). W 2002 wstąpił do Prawa i Sprawiedliwości, kierował stołecznymi strukturami Forum Młodych PiS. Był doradcą rzecznika prasowego rządu i szefem gabinetu politycznego ministra pracy i polityki społecznej, później do 2010 pracował w Kancelarii Prezydenta RP w okresie prezydentury Lecha Kaczyńskiego.
W wyborach samorządowych w 2002 bez powodzenia ubiegał się o mandat radnego warszawskiej dzielnicy Śródmieście. W wyborach w 2006 uzyskał mandat radnego m.st. Warszawy. Z powodzeniem ubiegał się o reelekcję w 2010 i w 2014. Pełnił m.in. funkcję przewodniczącego klubu radnych PiS.
W przedterminowych wyborach w 2007 bez powodzenia kandydował do Sejmu. W wyborach w 2015 ponownie wystartował do niższej izby polskiego parlamentu w okręgu warszawskim. Został wybrany na posła VIII kadencji, otrzymując 4753 głosy. 22 lipca 2016 został członkiem komisji śledczej ds. Amber Gold, a 24 stycznia 2018 został jej wiceprzewodniczącym. Objął także funkcję zastępcy przewodniczącego sejmowej Komisji do Spraw Służb Specjalnych.
W wyborach parlamentarnych w 2019 z powodzeniem ubiegał się o poselską reelekcję, otrzymując 15 121 głosów. W 2023 nie uzyskał mandatu na kolejną kadencję Sejmu (otrzymał 24 703 głosy). W 2024 został wybrany do Sejmiku Województwa Mazowieckiego (otrzymał 37 132 głosy). 26 czerwca tego samego roku złożył ślubowanie poselskie, obejmując mandat posła X kadencji zwolniony przez wybraną do Parlamentu Europejskiego Małgorzatę Gosiewską.